# المركز المهني

تعديل مصدري - تعديل

المركز المهني هي إحدى حارات حي يريم بمدينة يريم أحد مدن محافظة إب، بلغ تعداد سكانها 609 نسمة حسب تعداد اليمن لعام 2004.